# Filología helenística
La Filología y todo lo relacionado con las letras tuvo en el mundo helenístico un gran desarrollo. Muchos de los eruditos que dedicaron su trabajo a perfeccionar esta materia fueron además bibliotecarios de las distintas bibliotecas importantes del momento: biblioteca de Alejandría, biblioteca de Pérgamo. Los gramáticos helenísticos realizaron en las bibliotecas una gran labor digna de aprecio y de reconocimiento gracias a la cual han llegado hasta nuestros días los textos correctos y corregidos de los grandes autores griegos de la antigüedad clásica y de la propia época helenística. En este campo se distinguieron grandes eruditos, trabajadores incansables que supieron poner orden tanto en las obras antiguas como en las nuevas, dictaron normas y dieron definiciones oportunas dentro del estudio de las letras. Aristófanes de Bizancio, Aristarco de Samotracia, y muchos otros, fueron filólogos de gran capacidad y cuyo trabajo, de una manera o de otra, ha podido llegar hasta la época actual.

## Grandes filólogos
- Zenón de Éfeso, preceptor de Ptolomeo II y bibliotecario en Alejandría, que sacó a la luz una edición crítica de los poemas de Homero y fue pionero como corrector.
- Aristarco de Samotracia, erudito riguroso y exigente que inició la elaboración del canon o lista de los clásicos.
- Crates de Mallos o de Malo, ciudad de Cilicia (discípulo del estoico Diógenes de Babilonia, escribió también comentarios sobre Homero y Hesíodo, además de una obra original sobre la filosofía estoica en el siglo II a. C.
- Zenódoto, gran sabio griego, natural de Éfeso, discípulo de Filitas de Cos (o Filetas) (que fue también un erudito y poeta). Hacia el año 248 a. C. le llamó Ptolomeo II para ser tutor de sus hijos y para dirigir y organizar la gran biblioteca de Alejandría, siendo así el primer director de este establecimiento. Como bibliotecario hizo una gran labor clasificando los libros y elaborando un glosario alfabético de Homero. Realizó una edición crítica de este mismo autor, de Hesíodo, Píndaro y Anacreonte. Es posible que fuera Zenódoto el primero en dividir los poemas de Homero en libros. Se le atribuye la invención del óbelo (u obelisco) para marcar las líneas que él consideraba falsas.
- Aristófanes de Bizancio, también bibliotecario en los tiempos de Ptolomeo III, erudito griego, gran especialista en literatura griega. Estudió y trabajó junto con Zenódoto y Calímaco. Publicó y difundió las obras de Homero, Hesíodo, Eurípides y otros autores. Empleó una serie de símbolos en los textos para facilitar la búsqueda de los pasajes de autenticidad poco clara, previamente estudiados por él. Aristófanes y su discípulo Aristarco establecieron el canon literario alejandrino. Escribió un tratado crítico sobre las obras de Menandro. Su interés lingüístico le llevó al estudio en profundidad de la gramática griega, cuyo resultado fue un compendio sobre esta materia y sobre la acentuación de las palabras. Aristófanes fue el innovador del acento tónico.